# Asceparnus
Asceparnus är ett släkte av skalbaggar. Asceparnus ingår i familjen vivlar.
Kladogram enligt Catalogue of Life:
| Asceparnus | \| \| Asceparnus nodipennis \| \| \| \| |
|            | \| \| Asceparnus nodipennis \| \| \| \| |
|            | Asceparnus nodipennis                   |
|            |                                         |